# Harvester
Harvester est un jeu vidéo de type point-and-click très controversé pour son contenu violent et ses dialogues souvent très crus,,, sorti en 1996 et créé par Gilbert P. Austin. Le jeu fut un échec commercial, mais il est tout de même resté culte pour son côté étrange et dérangeant, ses graphismes innovants pour l'époque et la qualité de son scénario. Le jeu fait d'ailleurs l'objet d'un véritable culte aujourd'hui et dispose d'un article sur TV Tropes.
Le 6 mars 2014, Lee Jacobson a sorti une version pour GOG.com sur PC et Mac puis le 4 avril 2014, Night Dive Studios a sorti une version pour Steam sur Windows et Linux.

## Synopsis
Steve se réveille amnésique dans sa maison située dans la ville d'Harvest en 1953. Après avoir discuté avec son frère et sa mère qui ne croient pas à son amnésie passagère, il apprend qu'il est fiancé à une jeune femme appelée Stéphanie. Sa mère lui conseille également de rejoindre un étrange ordre qui semble avoir une influence considérable sur Harvest et ses habitants.

## Alternative finale
Le jeu dispose de deux fins parallèles entre lesquelles choisit le joueur : soit celui-ci tue Stéphanie et revient dans le monde réel en tant que tueur en série, soit il l'épargne et passe le reste de sa vie à Harvest. On voit alors le couple se marier et avoir un enfant tout en vivant très heureux dans cette fausse réalité. Les membres de l'Ordre sont alors déçus du choix de Steve et le débranchent, il meurt ainsi en quelques secondes dans le monde réel.
La première fin est souvent considérée comme étant mauvaise tandis que la seconde est considérée comme la bonne fin de Harvester.

## Réception
Harvester a obtenu des notes moyennes lors de sa sortie en 1996, les critiques ont apprécié le côté étrange du jeu mais sa trop grande similarité avec Dark Seed II ne le rend pas si effrayant qu'escompté, étant sorti après ce dernier et Phantasmagoria. GameSpot considère que le jeu se rapproche de l'univers de David Lynch avec notamment la femme guêpe et le côté bizarre de ses habitants. Sans oublier que le jeu se déroule au début des années 1950, dans une petite ville isolée, période appréciée de Lynch dans Twin Peaks. GameSpot note qu'il est également difficile de dire si le jeu des acteurs est brillant ou catastrophique car le genre rend la tâche difficile. « Comment distinguer le bon du mauvais ? » note Chris Hudak. Il conclut son test en disant que malgré le fait qu'Harvester soit loin d'être révolutionnaire, il n'en reste pas moins troublant avec des séquences vidéos à faire cauchemarder pendant longtemps.
Computer Games Magazine n'est pas de cet avis et considère que les puzzles sont médiocres, les animations mauvaises et l'idée de faire un jeu de combat durant certaines séquences, absolument mauvaise (ces séquences représentant toute la dernière partie du jeu). Just Adventure (en) considère quant à lui que les publicités vantant le côté dérangeant du jeu sont trompeuses.

## Censure
Tout comme I Have No Mouth, And I Must Scream, le jeu fut banni en Allemagne, très censuré en Angleterre et jamais sorti en Australie puisque les distributeurs pensaient que le jeu serait d'office banni.

## Voix françaises
Le jeu a été intégralement traduit et doublé en français.
- Philippe Bozo : Steve
- François Jaubert : M. Pottsdam
- Philippe Peythieu : Daniel Moynahan, Proviseur Herill, Valet de l'Ordre, Prêtre du mystère de la religion
- Pierre Hatet : Agent Loomis, Receveur Boyle, Maître des échecs de l'Ordre
- Denis Savignat : Shérif Dwayne, Maître de l'ordre
- Christian Bénard : Pompier Sparky, Clem Parson, Marvin (Père de Steve), préposé au vestiaire de l'Ordre, homme d'entretien de l'Ordre
- Patrick Laplace : Range Raider, Pat O'reilly, McKnight